# María de Guisa
María de Guisa (Bar-le-Duc]], Lorena, Francia, 22 de noviembre de 1515 - 11 de junio de 1560), fue Reina consorte de Escocia de 1538 a 1542, como la segunda esposa del rey Jacobo V. Fue la madre de María I de Escocia, quien ascendió al trono a la muerte de su padre en 1542. Sirvió como regente de Escocia durante la minoría de su hija, desde 1554 a 1560. 
Nativa de Lorena, era miembro de la poderosa Casa de Guisa, la cual desempeñó un papel prominente en la política francesa del siglo XVI. Su principal objetivo, era una estrecha alianza entre la poderosa nación católica francesa y la pequeña Escocia, que quería ser católica e independiente de Inglaterra. Fracasó, y a su muerte, los protestantes tomaron el control de Escocia, con su propio nieto, que alcanzó la unión de las coronas algunas décadas más adelante. Tras su muerte, dejó a su hija en una situación precaria.

## Primeros años
María nació en Bar-le-Duc, Lorena, como la hija mayor de Claudio de Lorena, Duque de Guisa, jefe de la Casa de Guisa, y su esposa, Antonieta de Borbón-Vendome, hija de Francisco, Conde de Vendôme y María de Luxemburgo, Condesa de Vendôme. Sus hermanos fueron Francisco, Duque de Guisa, Carlos, Cardenal de Lorena y Claudio, Duque de Aumale. María era alta y su madre mencionó en una carta que sufría de resfriados graves. Sin embargo, hay una historia de María de Guisa naciendo en la casa de un plebeyo mientras iban en camino a su "supuesto" lugar de nacimiento.
Cuando María tenía cinco años, fue madrina de su hermana menor, Luisa. Poco después, se unió a su abuela Felipa de Güeldres en el convento de las Pobres Clarisas en Pont-à-Mousson. Su tío Antonio, Duque de Lorena, y su tía, Renata de Borbón, visitaron a Felipa allí cuando María tenía catorce años. Impresionados por las cualidades y estatura de su sobrina, la llevaron lejos del convento y la prepararon para la vida en la corte francesa. En 1531, María hizo su primera aparición allí en la celebración del matrimonio entre Francisco I de Francia y Leonor de Austria. Estableció una amistad con Magdalena de Valois y Margarita de Francia, Duquesa de Berry.

## Duquesa de Longueville
El 4 de agosto de 1534, a la edad de 18 años, se convirtió en Duquesa de Longueville al casarse con Luis II de Orléans, Duque de Longueville en el Palacio del Louvre. Su unión resultó ser feliz, pero breve. El 30 de octubre de 1535, María dio a luz a su primer hijo, Francisco, pero el 9 de junio de 1537 murió Luis en Ruan y la dejó viuda a la edad de 21 años. Durante el resto de su vida, María guardó la última carta de su bon mari et ami (buen esposo y amigo) Luis, que mencionaba su enfermedad y explicaba su ausencia en Ruan, carta que se puede ver en la Biblioteca Nacional de Escocia. El 4 de agosto, María dio a luz a su segundo hijo, que fue llamado Luis en honor a su difunto padre. Luis murió muy joven, pero Francisco escribió cartas a su madre en Escocia. El 22 de marzo de 1545, envió un pedazo de cuerda para demostrar lo alto que era, y el 2 de julio de 1546 le mandó su retrato.

## Reina de Escocia

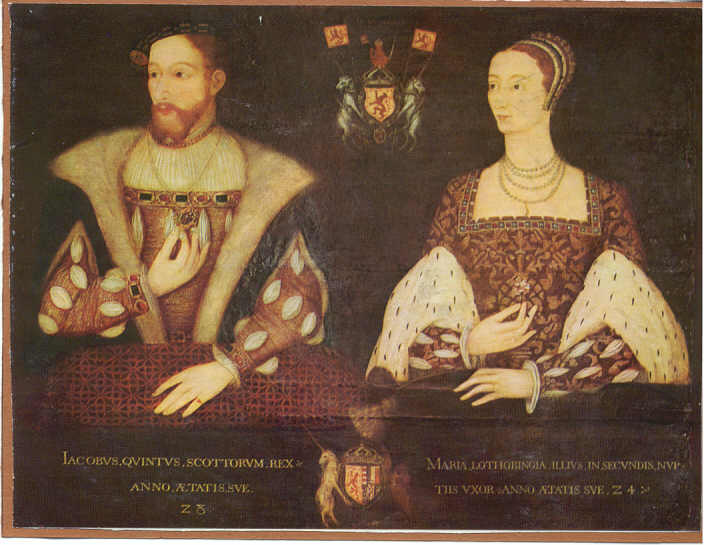
María de Guisa y su segundo marido, el rey Jacobo V de Escocia

Más tarde, en 1537, María se convirtió en el centro de las negociaciones matrimoniales con Jacobo V de Escocia, que había perdido a su primera esposa, Magdalena de Valois, debido a la tuberculosis y quería una segunda novia francesa para promover los intereses de la alianza franco-escocesa contra Inglaterra. Según un escritor del siglo XVII, Jacobo V había notado el atractivo de María cuando fue a Francia a encontrarse con Magdalena y María de Borbón, y ella fue la siguiente en sus afectos. Se sabe que María había asistido a la boda de Jacobo y Magdalena.
Enrique VIII de Inglaterra, en los intentos por prevenir esta unión, también pidió la mano de María. Dada la historia marital de Enrique, que había desterrado a su primera esposa y decapitado a la segunda, María declinó el ofrecimiento. En diciembre de 1537, Enrique VIII dijo a Castillon, el embajador francés en Londres, que era grande en persona y que necesitaba una gran esposa. Antonia Fraser al escribir en 1969, dijo que María respondió: "Puedo ser una mujer grande, pero tengo un cuello muy pequeño". Al parecer, esto era un tributo a la famosa y macabra broma de la segunda esposa de Enrique, Ana Bolena, quien había bromeado antes de morir en que el verdugo encontraría fácil matarla porque tenía "un cuello pequeño".

Escudo de armas de María como reina de Escocia

Francisco I de Francia aceptó la propuesta de Jacobo y no la de Enrique y transmitió sus deseos al padre de María. Francisco tenía un contrato de matrimonio preparado que ofrecía a Jacobo una dote tan grande como si María hubiera sido una princesa. La madre de María encontró el contrato "maravillosamente extraño", porque el rey había incluido la herencia del hijo de María en la dote. María recibió la noticia con asombro y alarma, pues no quería dejar familia y país, sobre todo porque acababa de perder a su primer marido y a su hijo menor. Se ha dicho que su padre trató de retrasar las negociaciones, al parecer hasta que Jacobo, quizás sintiendo su renuencia, le escribió, pidiendo su consejo y apoyo. Sin embargo, la autenticidad de esta carta, que se mostró por primera vez en 1935, ha sido cuestionada. David Beaton viajó a Francia para las negociaciones matrimoniales. Él escribió a Jacobo V desde Lyon el 22 de octubre de 1537 que María era "fuerte, con buena complexión, y apta para viajar." Beaton escribió que el duque de Guisa estaba "maravillosamente deseoso de la expedición y del final precipitado del asunto", y ya había consultado con su hermano, el duque de Lorena, y con la misma María, que estaba con su madre en Champaña-Ardenas esperando la resolución de las negociaciones.
El contrato de matrimonio finalizó en enero de 1538 con una dote incluida de su primer matrimonio. Como era costumbre, si el rey muriera primero, la reina viuda tendría para el resto de su vida el uso de sus hogares conyugales: el Castillo de Dingwall, el Castillo de Stirling, el Castillo de Threave y el Palacio de Falkland con los alquileres de los condados y señoríos correspondientes. Finalmente, María aceptó la oferta e hizo planes apresurados para la salida. La boda real de Jacobo V y de María de Guisa fue celebrada por poderes el 18 de mayo de 1538 en Notre Dame de París. Unos 2.000 señores y barones enviados por Jacobo V vinieron desde Escocia a bordo de una flota de barcos bajo el mando de Lord Maxwell para asistir a la boda de representantes. Lord Maxwell se colocó como sustituto del rey Jacobo V. Maxwell y los señores y barones que habían venido a Francia viajaron de regreso a Escocia con María a bordo de tres galeras francesas. El 10 de junio de 1538, María desembarcó en Escocia en Crail, en Fife. Fue recibida formalmente por el rey unos días más tarde en medio de concursos y obras de teatro realizadas en su honor.
Cuando María dejó Francia, a la edad de 22 años, en junio de 1538, se vio obligada a abandonar en Francia a su hijo de 3 años, Francisco. Desde la muerte de su padre, Luis II de Orleans, Duque de Longueville, el joven Francisco fue el nuevo Duque de Longueville. Pocos días después de haber desembarcado en Crail, Jacobo y María se casaron en persona en Saint Andrews. La madre de Jacobo, Margarita Tudor, escribió a Enrique VIII en julio: "Confío en que ella se convierta en una princesa sabia, he estado mucho en su compañía y se porta conmigo muy honrosamente, con muy buenas atenciones". El Duque de Guisa envió a sus albañiles y mineros, un armero, y ella tenía un pintor francés para decorar sus palacios, Pierre Quesnel. Su casa incluía un enano y un bufón vestidos de verde. Sus damas de compañía recibieron vestidos de terciopelo púrpura o negro, tafetán blanco, damasco rojo y sobrefaldas de satén negro, sus sirvientas vestidos franceses negros y marrones. Se enviaron jabalíes desde los bosques de Ruan para abastecer el parque de Falkland. Fue coronada reina en la Abadía de Holyrood el 22 de febrero de 1540. Los preparativos para su coronación comenzaron en octubre de 1539 cuando el joyero John Mosman confeccionó una nueva corona y su cetro de plata fue dorado. Los pagos realizados para la ceremonia incluyen la colgadura de tapices, el traslado de los muebles de la iglesia desde la capilla del Palacio hasta la Abadía, La asistencia de once capellanes, la colocación de tableros para escenarios en la Abadía, y mensajeros enviados para convocar a las damas del reino. Un saludo de 30 cañonazos fue despedido desde la Torre de David en el Castillo de Edimburgo, y hubo fuegos artificiales ideados por Jacobo y hechos por sus artilleros reales.

## Regente de Escocia
Durante su gobierno, María se enfrentó, apoyada por las tropas francesas, a la expansión de los protestantes que contaban con el apoyo de Isabel I de Inglaterra y de líderes teológicos como John Knox. El gobierno de Escocia se confió primero a James Hamilton, como regente. Enrique VIII de Inglaterra, deseaba que la reina María se casara con su hijo. Esto provocó conflictos internos en Escocia entre quienes favorecían el matrimonio y quienes preferían la alianza con Francia.
Al principio, Guisa se quedó de mala gana en el palacio de Linlithgow, luego, en julio de 1543, se mudó con la joven reina al castillo de Stirling. Cuando Ralph Sadler (quien sirvió a Enrique VIII como consejero privado, secretario de Estado y embajador en Escocia), volvió a hablar con ella en agosto, María le aseguró que el matrimonio con Eduardo VI se llevaría a cabo cuando su hija tuviera diez años. Mientras tanto, María estaba a salvo en Stirling. Guisa dijo que estaba contenta de estar en Stirling y que "alababa mucho la casa".
El regente de Escocia, James Hamilton, II conde de Arran, nieto de María Estuardo (hija de Jacobo II de Escocia), firmó el Tratado de Greenwich, en el cual se firmó la paz entre Escocia e Inglaterra, con el compromiso de la joven reina María y Eduardo, heredero al trono Inglés. El Tratado fue ratificado el siguiente mes, pero el Parlamento de Escocia se negó a promulgarlo en diciembre de 1543, debido al enfrentamiento entre los partidarios de un matrimonio entre la reina María con la Corona inglesa y los partidarios de un matrimonio con la Corona francesa.
Pronto quedó claro para Enrique VIII, que María y Eduardo no se casarían, pese a las promesas escocesas y del Tratado de Greenwich. A finales de 1543, lanzó la guerra, ahora llamada Rough Wooing (conocidas en español como la guerra del cortejo duro, cortejo brutal o cortejo a la inglesa). Esta guerra se mantuvo entre los reinos de Inglaterra y Escocia, de 1543 a 1546, y de 1547 a 1550, en el contexto de las guerras de independencia de Escocia. Aunque las causas fueron varias, incluyendo el intento del rey Enrique VIII de Inglaterra de poner fin al Auld Alliance (tratados, de naturaleza ofensiva y defensiva, entre Escocia y Francia, dirigidos específicamente contra Inglaterra), el desencadenante final fue el hecho de que, a finales de 1543, el parlamento escocés había rechazado el Tratado de Greenwich, mediante el cual el rey Enrique pretendía unir las dos coronas con un matrimonio entre su hijo, el príncipe de Gales, y la futura reina María I de Escocia (recién nacida en la fecha del tratado). En 1544, María encabezó un intento fallido de reemplazar a Arran como regente.
Después de una derrota escocesa en la batalla de Pinkie, en septiembre de 1547, la ayuda militar francesa debilitó la determinación inglesa y aumentó la base de poder de María de Guisa, que permaneció en Escocia. Equipada con una lanza recién pintada para su estandarte real, María fue a ver el progreso del palacio de Haddington, en julio de 1548. Su grupo llegó al alcance de los cañones ingleses y dieciséis de su séquito murieron a su alrededor. Después de este terrible incidente, María le dio a Andro Straitoun (uno de sus artilleros en Haddington), una recompensa del salario de un mes, £ 4. Por resolución del Parlamento escocés en Haddington, la reina María Estuardo fue enviada a Francia, en agosto de 1548, para ser criada con su futuro esposo, el delfín Francisco, hijo de Enrique II de Francia. Guisa primero planeó navegar con su hija desde Dumbarton hasta Whithorn, donde peregrinaría, pero regresó para una reunión del consejo en Edimburgo.
María salió de Escocia el 6 de septiembre de 1550 y llegó a Dieppe a tiempo para participar en un festival con la corte francesa, en Ruan, con su hija, el 1 de octubre de 1550. María de Guisa y la Reina de Escocia iban en procesión cabalgando detrás de los soldados que portaban estandartes que representaban las fortalezas escocesas recientemente defendidas y recuperadas por los franceses. Ella trajo consigo un gran séquito de caballeros escoceses, incluidos los condes de Huntly, Cassillis, Sutherland, Marischal y Wigtown, además de Lores Home y Maxwell, y los obispos de Caithness y Galloway. Los historiadores han analizado el séquito escocés como un ejercicio de formación de equipos para María.
Durante el invierno, se quedó con la corte francesa en Blois, luego pasó el verano con Enrique II visitando Tours, Angers y Nantes. En abril, mientras estaba en Amboise, María se sintió enferma por la noticia de un complot para envenenar a la joven reina de Escocia. Un aspirante a envenenador escocés, Roberto Estuardo, descubierto en Londres, fue entregado a los franceses en mayo. A lo largo de su tiempo en Francia, María de Guisa estaba ansiosa por obtener el mejor acuerdo para el matrimonio de su hija con el delfín y apoyo financiero para ella en Escocia. En Tours, en mayo, un cínico observador inglés, John Mason, que escudriñó el séquito escocés en busca de signos de disensión, informó: "La viuda de Escocia hace que toda esta corte se canse de ella, tan importuna mendiga es ella para sí misma. El rey quisiera librarse de ella. El asunto se trata de cuestiones de dinero".

## Descendencia

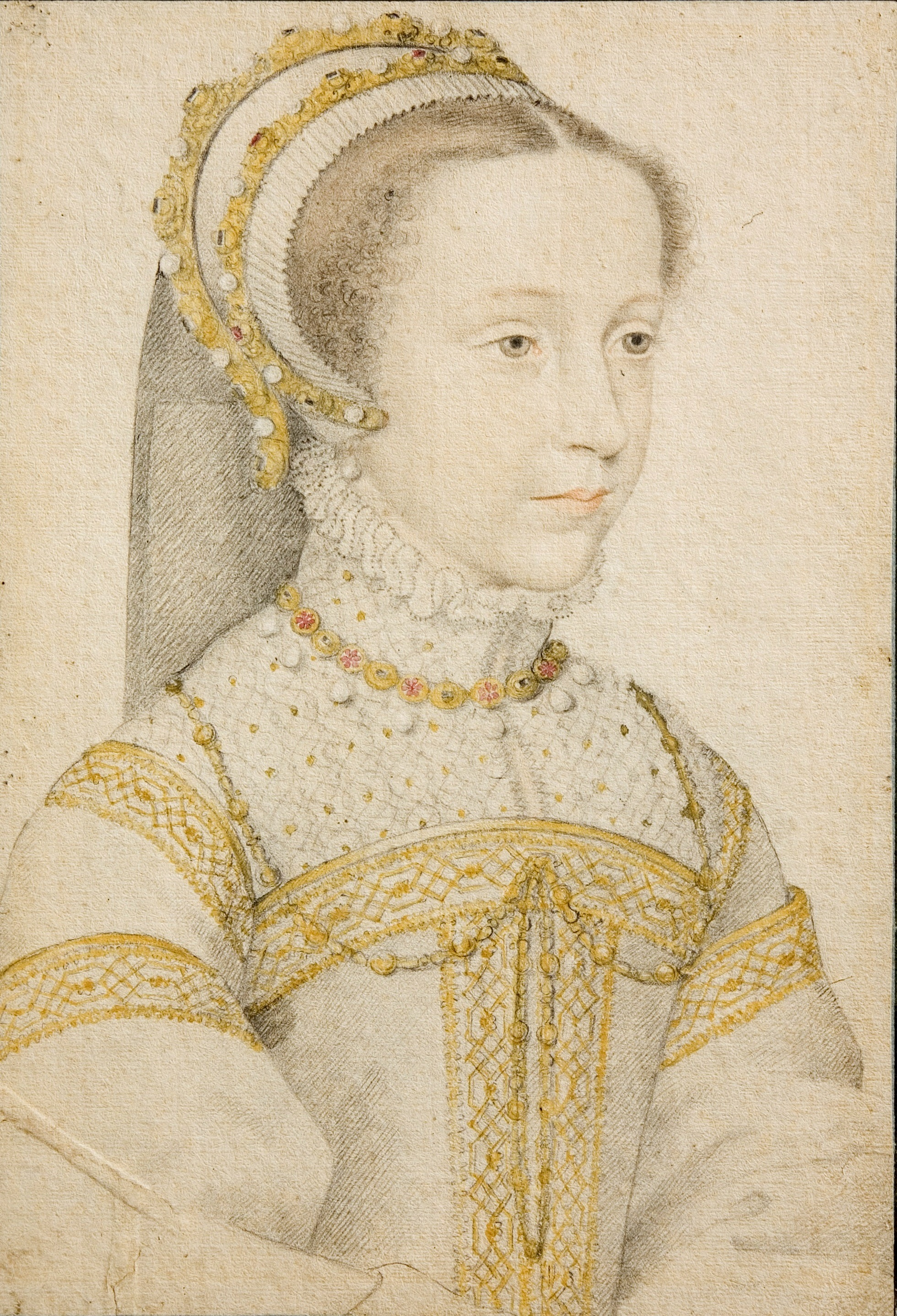
María Estuardo de niña, única hija que sobrevivió a su madre. Fue enviada a Francia mientras su madre gobernaba Escocia como regente.

- Con Luis II de Orleans, Duque de Longueville:

1. Francisco, Duque de Longueville. Nació el 30 de octubre de 1535. En 1550, María de Guisa, pudo regresar a Francia, pues María Estuardo fue comprometida a Francisco II. Su madre se quedó un año en este país y pudo cuidar a Francisco durante su enfermedad terminal. Murió poco antes de que María regresara a Escocia.
2. Luis. Nació el 4 de agosto de 1537 y murió en la infancia.

- Con Jacobo V, Rey de Escocia:

1. Jacobo, Duque de Rothesay. Nació el 22 de mayo de 1540 en St Andrews. Murió el 21 de abril de 1541, cuando tenía casi un año.
2. Roberto, Duque de Albany. Nacido y bautizado el 12 de abril de 1541. Murió el 21 de abril de 1541, cuando tenía nueve días de vida.
3. María I de Escocia, Reina de Escocia. Nacida el 8 de diciembre de 1542. En un intento por reclamar el trono Inglés, como nieta de Margarita Tudor (hermana de Enrique VIII), fue acusada de traición en contra de Isabel I, y sentenciada a muerte. Murió decapitada el 8 de febrero de 1587.

## Muerte

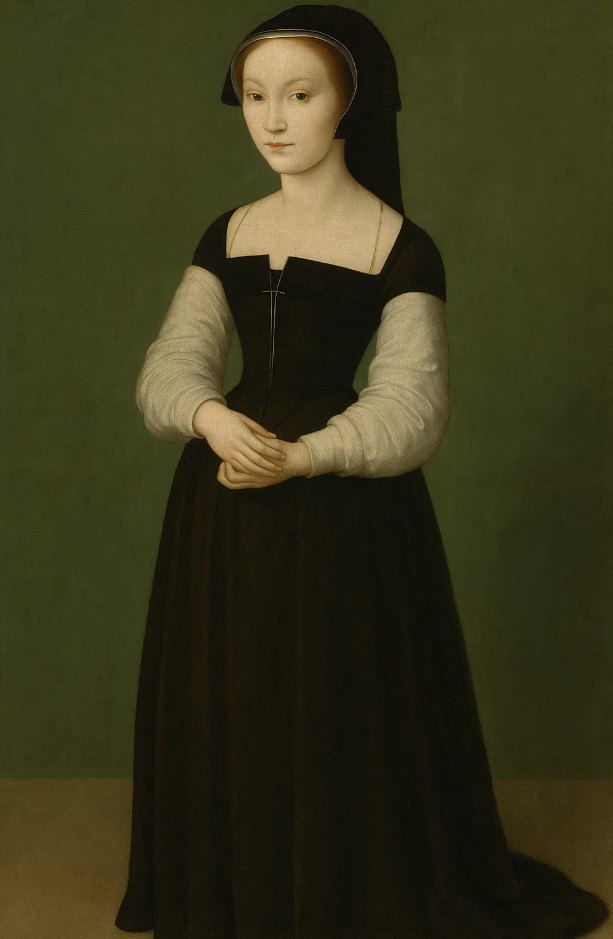
Ilustración basada en el retrato de María de Guisa, por Corneille de Lyon.

Mientras continuaba fortificando el Castillo de Edimburgo, María cayó gravemente enferma, y durante los siguientes ocho días comenzó a desvariar; en algunos días ni siquiera podía hablar. El 8 de junio hizo su testamento. Murió de hidropesía el 11 de junio de 1560. 
Fue velada en el castillo durante un tiempo, envuelta en tela encerada y cubierta con una sábana blanca, sobre una cama colgada con satén negro, atendida por sus damas de compañía. Luego, su cuerpo fue envuelto en plomo y colocado en un ataúd sobre un túmulo, en la Capilla de Santa Margarita del Castillo de Edimburgo, durante varios meses. La capilla estaba decorada con telas negras y una cruz blanca de tafetán sobre el cuerpo. El 18 de marzo de 1561, su cuerpo fue llevado en secreto durante la medianoche, desde el Castillo de Edimburgo, hasta Francia. María, Reina de Escocia, asistió a su funeral en Fécamp, en julio de 1561. María de Guisa fue enterrada en la iglesia de Saint-Pierre-les-Dames, en Reims, donde su hermana Renée era abadesa. Se erigió una tumba de mármol con una estatua de bronce de María, vestida con ropas reales, sosteniendo un cetro y el bastón de la justicia en una mano. La tumba fue destruida durante la Revolución Francesa. 
La muerte de la regente, allanó el camino para el Tratado de Edimburgo, en el cual Francia e Inglaterra, acordaron retirar cada una sus tropas de Escocia. Aunque los comisionados franceses no estaban dispuestos a firmar un tratado con los insurgentes Señores de la Congregación, ofrecieron a los escoceses ciertas concesiones de parte del rey Francisco y la reina María, incluido el derecho a convocar un parlamento conforme al uso y la costumbre. El efecto del tratado, fue dejar el poder en manos de los protestantes pro-ingleses.
En tiempos modernos, se ha especulado que María fue asesinada (por envenenamiento), ya sea por orden de la reina Isabel I de Inglaterra, o posiblemente por otros que protegían los intereses de la reina sin ninguna orden directa de la misma. Sin embargo, no hay evidencia que respalde tales alegaciones, ya que se realizó una autopsia al día siguiente de su muerte. La muerte de María fue evidentemente por causas naturales, ya que ella misma se quejó de que había quedado coja por la hinchazón de sus piernas en abril, y se diagnosticó a sí misma como hidropesía. La hinchazón fue confirmada por su enemigo, John Knox, quien escribió que en mayo, "su vientre y sus repugnantes piernas comenzaron a hincharse". Incluso en el clima político paranoico del siglo XVI, en el que se sospechaba que muchas muertes reales habían sido asesinatos, ninguno de los contemporáneos de María vio signos de "juego sucio" en su muerte.
Aparte de su acérrimo enemigo John Knox, líder de la Reforma escocesa, las opiniones de los historiadores han sido en general favorables. Marshall afirma que “sus biógrafos, Strickland en el siglo XIX, McKerlie y Marshall en el siglo XX, han sido unánimes en alabar su inteligencia y fortaleza”, al igual que la mayoría de los demás estudiosos. Al evaluar su vida, la historiadora Rosalind K. Marshall señala:
“Sacrificando su propio bienestar, sus intereses y, en última instancia, su vida, María de Guisa libró una lucha larga, desesperada y, al final, sin esperanzas para preservar Escocia como una nación pro-francesa y católica romana para su hija... Encantadora, muy inteligente y trabajadora, con una actitud diplomática y una capacidad para seguir luchando pese a la hostilidad, la decepción y la mala salud, María nunca fue simplemente un peón del rey de Francia.”

## Ascendencia
|  |                                               |  |  |  |  |  |  |  |  |  |  |  |  |  |  |  |
|  | 16. Antonio de Vaudémont                      |  |  |  |  |  |  |  |  |  |  |  |  |  |  |  |
|  |                                               |  |  |  |  |  |  |  |  |  |  |  |  |  |  |  |
|  |                                               |  |  |  |  |  |  |  |  |  |  |  |  |  |  |  |
|  | 8. Federico II de Vaudémont                   |  |  |  |  |  |  |  |  |  |  |  |  |  |  |  |
|  |                                               |  |  |  |  |  |  |  |  |  |  |  |  |  |  |  |
|  |                                               |  |  |  |  |  |  |  |  |  |  |  |  |  |  |  |
|  | 17. María, Condesa de Harcourt                |  |  |  |  |  |  |  |  |  |  |  |  |  |  |  |
|  |                                               |  |  |  |  |  |  |  |  |  |  |  |  |  |  |  |
|  |                                               |  |  |  |  |  |  |  |  |  |  |  |  |  |  |  |
|  | 4. Renato II de Lorena                        |  |  |  |  |  |  |  |  |  |  |  |  |  |  |  |
|  |                                               |  |  |  |  |  |  |  |  |  |  |  |  |  |  |  |
|  |                                               |  |  |  |  |  |  |  |  |  |  |  |  |  |  |  |
|  | 18. Renato I de Nápoles                       |  |  |  |  |  |  |  |  |  |  |  |  |  |  |  |
|  |                                               |  |  |  |  |  |  |  |  |  |  |  |  |  |  |  |
|  |                                               |  |  |  |  |  |  |  |  |  |  |  |  |  |  |  |
|  | 9. Yolanda de Anjou                           |  |  |  |  |  |  |  |  |  |  |  |  |  |  |  |
|  |                                               |  |  |  |  |  |  |  |  |  |  |  |  |  |  |  |
|  |                                               |  |  |  |  |  |  |  |  |  |  |  |  |  |  |  |
|  | 19. Isabel de Lorena                          |  |  |  |  |  |  |  |  |  |  |  |  |  |  |  |
|  |                                               |  |  |  |  |  |  |  |  |  |  |  |  |  |  |  |
|  |                                               |  |  |  |  |  |  |  |  |  |  |  |  |  |  |  |
|  | 2. Claudio I de Guisa                         |  |  |  |  |  |  |  |  |  |  |  |  |  |  |  |
|  |                                               |  |  |  |  |  |  |  |  |  |  |  |  |  |  |  |
|  |                                               |  |  |  |  |  |  |  |  |  |  |  |  |  |  |  |
|  | 20. Arnold, Duque de Güeldres                 |  |  |  |  |  |  |  |  |  |  |  |  |  |  |  |
|  |                                               |  |  |  |  |  |  |  |  |  |  |  |  |  |  |  |
|  |                                               |  |  |  |  |  |  |  |  |  |  |  |  |  |  |  |
|  | 10. Adolfo, Duque de Güeldres                 |  |  |  |  |  |  |  |  |  |  |  |  |  |  |  |
|  |                                               |  |  |  |  |  |  |  |  |  |  |  |  |  |  |  |
|  |                                               |  |  |  |  |  |  |  |  |  |  |  |  |  |  |  |
|  | 21. Catalina de Cleves                        |  |  |  |  |  |  |  |  |  |  |  |  |  |  |  |
|  |                                               |  |  |  |  |  |  |  |  |  |  |  |  |  |  |  |
|  |                                               |  |  |  |  |  |  |  |  |  |  |  |  |  |  |  |
|  | 5. Felipa de Güeldres                         |  |  |  |  |  |  |  |  |  |  |  |  |  |  |  |
|  |                                               |  |  |  |  |  |  |  |  |  |  |  |  |  |  |  |
|  |                                               |  |  |  |  |  |  |  |  |  |  |  |  |  |  |  |
|  | 22. Carlos I de Borbón                        |  |  |  |  |  |  |  |  |  |  |  |  |  |  |  |
|  |                                               |  |  |  |  |  |  |  |  |  |  |  |  |  |  |  |
|  |                                               |  |  |  |  |  |  |  |  |  |  |  |  |  |  |  |
|  | 11. Catalina de Borbón                        |  |  |  |  |  |  |  |  |  |  |  |  |  |  |  |
|  |                                               |  |  |  |  |  |  |  |  |  |  |  |  |  |  |  |
|  |                                               |  |  |  |  |  |  |  |  |  |  |  |  |  |  |  |
|  | 23. Inés de Borgoña                           |  |  |  |  |  |  |  |  |  |  |  |  |  |  |  |
|  |                                               |  |  |  |  |  |  |  |  |  |  |  |  |  |  |  |
|  |                                               |  |  |  |  |  |  |  |  |  |  |  |  |  |  |  |
|  | 1. 'María de Guisa                            |  |  |  |  |  |  |  |  |  |  |  |  |  |  |  |
|  |                                               |  |  |  |  |  |  |  |  |  |  |  |  |  |  |  |
|  |                                               |  |  |  |  |  |  |  |  |  |  |  |  |  |  |  |
|  | 24. Luis, Conde de Vendôme                    |  |  |  |  |  |  |  |  |  |  |  |  |  |  |  |
|  |                                               |  |  |  |  |  |  |  |  |  |  |  |  |  |  |  |
|  |                                               |  |  |  |  |  |  |  |  |  |  |  |  |  |  |  |
|  | 12. Juan VIII de Vendôme                      |  |  |  |  |  |  |  |  |  |  |  |  |  |  |  |
|  |                                               |  |  |  |  |  |  |  |  |  |  |  |  |  |  |  |
|  |                                               |  |  |  |  |  |  |  |  |  |  |  |  |  |  |  |
|  | 25. Juana de Laval                            |  |  |  |  |  |  |  |  |  |  |  |  |  |  |  |
|  |                                               |  |  |  |  |  |  |  |  |  |  |  |  |  |  |  |
|  |                                               |  |  |  |  |  |  |  |  |  |  |  |  |  |  |  |
|  | 6. Francisco de Vendôme                       |  |  |  |  |  |  |  |  |  |  |  |  |  |  |  |
|  |                                               |  |  |  |  |  |  |  |  |  |  |  |  |  |  |  |
|  |                                               |  |  |  |  |  |  |  |  |  |  |  |  |  |  |  |
|  | 26. Luis de Beauveau                          |  |  |  |  |  |  |  |  |  |  |  |  |  |  |  |
|  |                                               |  |  |  |  |  |  |  |  |  |  |  |  |  |  |  |
|  |                                               |  |  |  |  |  |  |  |  |  |  |  |  |  |  |  |
|  | 13. Isabel de Beauveau                        |  |  |  |  |  |  |  |  |  |  |  |  |  |  |  |
|  |                                               |  |  |  |  |  |  |  |  |  |  |  |  |  |  |  |
|  |                                               |  |  |  |  |  |  |  |  |  |  |  |  |  |  |  |
|  | 27. Margarita de Chabley                      |  |  |  |  |  |  |  |  |  |  |  |  |  |  |  |
|  |                                               |  |  |  |  |  |  |  |  |  |  |  |  |  |  |  |
|  |                                               |  |  |  |  |  |  |  |  |  |  |  |  |  |  |  |
|  | 3. Antonieta de Borbón-Vendome                |  |  |  |  |  |  |  |  |  |  |  |  |  |  |  |
|  |                                               |  |  |  |  |  |  |  |  |  |  |  |  |  |  |  |
|  |                                               |  |  |  |  |  |  |  |  |  |  |  |  |  |  |  |
|  | 28. Luis de Luxemburgo                        |  |  |  |  |  |  |  |  |  |  |  |  |  |  |  |
|  |                                               |  |  |  |  |  |  |  |  |  |  |  |  |  |  |  |
|  |                                               |  |  |  |  |  |  |  |  |  |  |  |  |  |  |  |
|  | 14. Pedro II, conde de Saint-Pol              |  |  |  |  |  |  |  |  |  |  |  |  |  |  |  |
|  |                                               |  |  |  |  |  |  |  |  |  |  |  |  |  |  |  |
|  |                                               |  |  |  |  |  |  |  |  |  |  |  |  |  |  |  |
|  | 29. Juana de Bar                              |  |  |  |  |  |  |  |  |  |  |  |  |  |  |  |
|  |                                               |  |  |  |  |  |  |  |  |  |  |  |  |  |  |  |
|  |                                               |  |  |  |  |  |  |  |  |  |  |  |  |  |  |  |
|  | 7. María de Luxemburgo, Condesa de Vendôme    |  |  |  |  |  |  |  |  |  |  |  |  |  |  |  |
|  |                                               |  |  |  |  |  |  |  |  |  |  |  |  |  |  |  |
|  |                                               |  |  |  |  |  |  |  |  |  |  |  |  |  |  |  |
|  | 30. Luis de Saboya                            |  |  |  |  |  |  |  |  |  |  |  |  |  |  |  |
|  |                                               |  |  |  |  |  |  |  |  |  |  |  |  |  |  |  |
|  |                                               |  |  |  |  |  |  |  |  |  |  |  |  |  |  |  |
|  | 15. Margarita de Saboya, Condesa de Saint-Pol |  |  |  |  |  |  |  |  |  |  |  |  |  |  |  |
|  |                                               |  |  |  |  |  |  |  |  |  |  |  |  |  |  |  |
|  |                                               |  |  |  |  |  |  |  |  |  |  |  |  |  |  |  |
|  | 31. Ana de Lusignan                           |  |  |  |  |  |  |  |  |  |  |  |  |  |  |  |
|  |                                               |  |  |  |  |  |  |  |  |  |  |  |  |  |  |  |
|  |                                               |  |  |  |  |  |  |  |  |  |  |  |  |  |  |  |

## Cine
| Año  | Película             | Director      | Actriz       |
| ---- | -------------------- | ------------- | ------------ |
| 1998 | Elizabeth (película) | Shekhar Kapur | Fanny Ardant |